# Kalmár László (matematikus)
Kalmár László (Edde-Alsóbogátpuszta, 1905. március 27. – Mátraháza, 1976. augusztus 2.) magyar matematikus, az MTA tagja. Kutatási területe: matematikai analízis, matematikai logika és alkalmazásai, különösen a kibernetika, a számítástudomány és a matematikai nyelvészet területén.

## Élete
Apja, Kalmár (Krausz) Zsigmond pápai születésű uradalmi intéző volt, anyja Krausz Róza (1869–1921) kereskedőcsaládból származott. Apját korán elvesztette, majd családjával Budapestre költözött. Középiskolai tanulmányait már a fővárosban végezte. 1927-ben szerzett matematika-fizika szakos középiskolai tanári oklevelet és doktori fokozatot a budapesti tudományegyetemen.
1927-től a szegedi Ferenc József Tudományegyetemre, a Matematikai Intézetbe került Riesz Frigyes, Haar Alfréd, Kerékjártó Béla mellé. 1932-ben az "Arithmetika és analysis" tárgykörből magántanárrá habilitálták. Riesz Frigyes javaslatára az 1932-33-as tanévben a Matematikai és Természettudományi Kar Kalmár Lászlót bízta meg az Elemi Mennyiségtan Tanszék oktatási, kutatási feladatainak ellátásával, a tanszék azonban elhalt, mert a minisztérium takarékossági okokból nem nevezett ki professzort.
1940. október 19-én a Ferenc József Tudományegyetem visszaköltözött Kolozsvárra, helyében azonnal megalapították Szegeden a Horthy Miklós Tudományegyetemet. Megkezdődtek az átigazolások, Kalmár László magántanári habilitációját nem ismerték el ezen az egyetemen a faji üldöztetés miatt. 1944 tavaszán a Sztójay-kormány fajüldöző rendelete nyomán adjunktusi állása és szakóraadói tevékenysége alól is felmentették. Nagy nehezen megúszta a deportálást, s Szegeden már 1944 októberében eltörölték a fajüldöző törvényt az egyetemen, visszavették Kalmár Lászlót adjunktusnak, s egyike volt azoknak, akik a matematika oktatást és kutatást feltámasztották a háborús károk által sújtott egyetemen.
1945 áprilisában elismerték Kalmár László magántanári habilitációját. Riesz Frigyest meghívták és kinevezték a budapesti egyetem III. sz. Matematika Tanszékére, utódja Szegeden 1947. március 18-án Kalmár László lett, mint a felsőbb mennyiségtan nyilvános rendes tanára, s mint a Bolyai Intézet igazgatója. A második világháborút követő években Rédei László munkatársa, majd Kalmár László tanársegédje volt Szele Tibor, az absztrakt algebra híres művelője. A háború után a Bolyai Intézetben dolgozott Aczél János és Fáry István is, akik később pályájukat az Egyesült Államokban folytatták.
A Magyar Tudományos Akadémia 1949-ben választotta levelező, 1961-ben rendes tagjai sorába. 1952-ben érte el a nagydoktori fokozatot. 1949/50-ben ő látta el a szegedi egyetem rektori teendőit. A továbbiakban számos tudományos tisztséget töltött be, s működött szakmai társaságokban, szerkesztett lapokat. 1971-ben a Matematikai és Számítástudományi Tanszék kettévált, a Halmazelméleti és Matematikai Logikai Tanszék vezetője Fodor Géza lett, a továbbiakban Kalmár László a Számítástudományi Tanszéket vezette egészen 1975. októberi nyugdíjazásáig.
Örökmozgó, állandóan szervező, a matematikát, a tanítást, az életet szenvedélyesen szerető ember volt. 1976-ban érte a halál, a szegedi Belvárosi temetőben nyugszik.

## Munkássága
A 20. század utolsó évtizedeiben bekövetkező információrobbanás egyik előfutára és előkészítője volt a matematikai logika és a számítástudomány területén. E területeken kifejtett elméleteinek (játékelmélet, algoritmusok) még a létjogosultságáért is meg kellett küzdenie. 1962-ben életre hívhatta a Kibernetikai Laboratóriumot, amelyben 1964-ben már számítógép működött. Ez a Laboratórium és Kalmár László Számítástudományi Tanszéke képezte alapját a mai Informatikai Tanszékcsoportnak a szegedi egyetemen, ahol programtervező és programozómatematikusok képzése folyik. Kalmár László idejében alkalmazott matematikusok képzéséről beszéltek, de ezt tette Kalmár László már 1957-től kezdve, nála meg lehetett ismerkedni a kibernetika legújabb eredményeivel.
1956-ban a szegedi Bolyai Intézet keretében alakult meg az MTA Matematikai Kutató Intézetének Funkcionálanalízis Osztálya Szőkefalvi-Nagy Béla vezetésével, 1957-től pedig az MTA Matematikai Kutatóintézetének Matematikai Logika és Alkalmazásai csoportja (1958-tól Osztálya) Kalmár László vezetésével. E két kutatási egység 1967. január 1-jétől az MTA Analízis Tanszéki Kutatócsoportjává, illetve az MTA Matematikai Logikai és Automataelméleti Kutatócsoportjává alakult át.
Tudományos közleményeit német, francia és angol nyelven adta közre.
- Kalmár László (1905-1976) művei a SZTE Egyetemi Könyvtár katalógusában

## Tudományos tisztségei

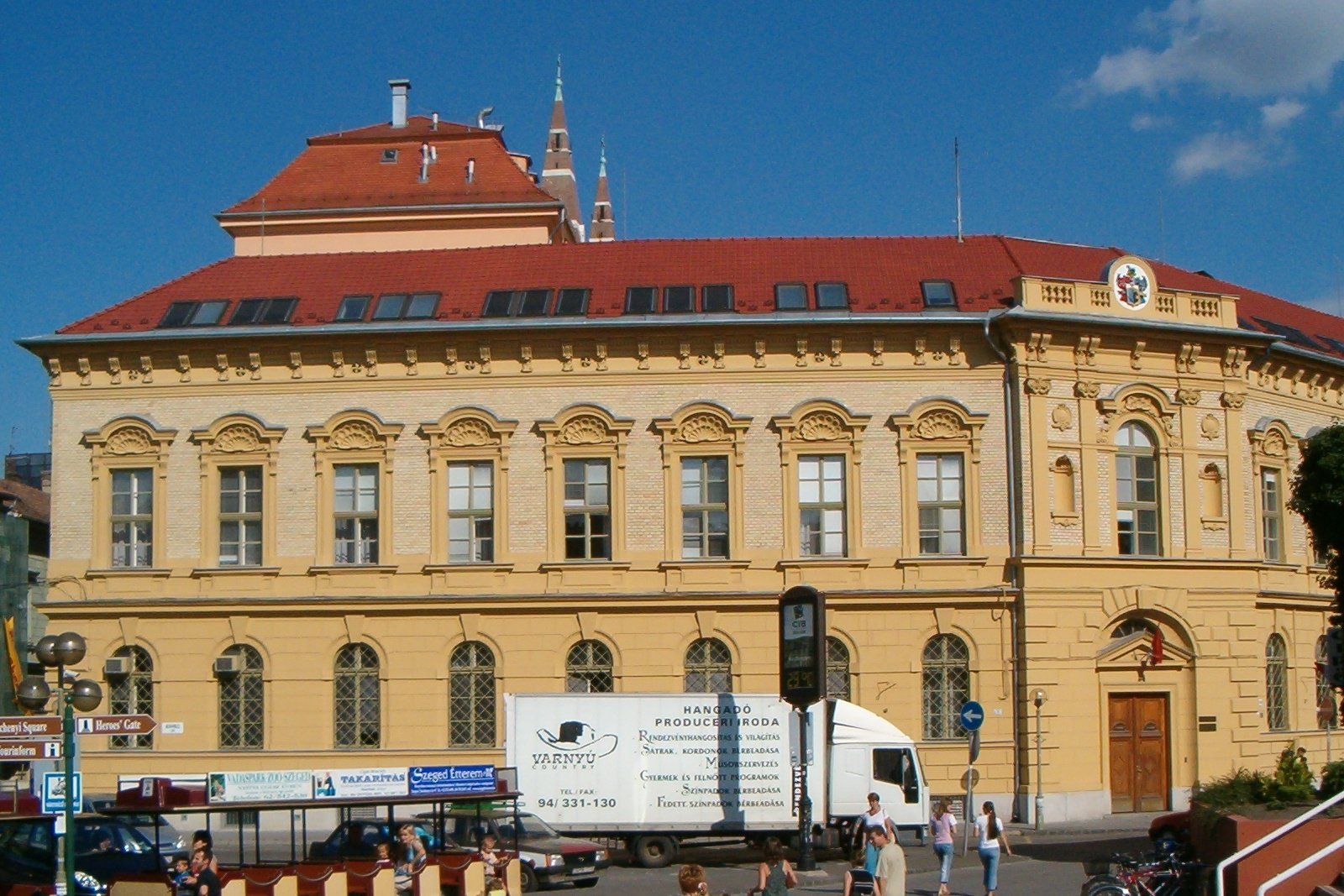
SZTE Kalmár László Informatikai Intézet

- MTA Matematikai Bizottság (1953–1976)
- Filozófiai Főbizottság (1957–1976)
- Tudományfilozófiai Nemzeti Bizottság, tag (1958–1976)
- Elnökségi Kibernetikai Bizottság, tag és elnök (1961–1970)
- TMB[8] Matematikai Szakbizottság (1963–1976)
- Nyelv- és Irodalomtudományi Osztály Matematikai és Alkalmazott Nyelvészeti Munkabizottság (1964–1976)
- Matematikai Kutató Intézet Tudományos Tanácsa (1965–1976)
- Számítástechnikai Központ Tudományos Tanácsa tagja, (1965–1976)
- SZAB[9] Matematikai, Fizikai és Kémiai Szakcsop. és Szakbiz. tag
- Kibernetikai és Számítástechnikai Munkabizottság elnöke (1969–1976)
- Association for Symbolic Logic Comm. Logic in Europe tagja (1966–1976)
- Int. Federation for Inf. Processing Working Group 2.2 tagja (1967–1976)
- OMFB tagja (1970–1976)

### Szerkesztés
- Acta Cybernetica főszerk. (1969–1976)

### Szerkesztő Bizottsági tagság
- Acta Mathematica Hungarica (1956–1976)
- Matematikai Lapok (1950–1976)
- Studia Sci. Math. Hung. (1966–1976)
- Információ - Elektronika (1966–1976)
- Periodica Math. Hung. (1970–1976)
- Journal of Symbolic Logic (USA, 1944–1951)
- Zeitschrift für Math. Logik und der Math. (NDK, 1955–1976)
- Archív für Math. Logik und Grundlagenforschung (NSZK, 1956–1976)
- Elektronische Inf. und Kybernetik (NDK, 1965–1976)

## Társasági tagság
- Természettudományi Társaság (1926–1976)
- Eötvös Loránd Matematikai és Fizikai Társaság (1926–1976)
- Bolyai János Matematikai Társulat (1947–1976)
- Neumann János Számítógéptudományi Társaság, tiszteletbeli elnök (1969–1976)
- Magyar Nyelvtudományi Társaság (1962–1976)
- Magyar Pedagógiai Társaság (1969–1976)
- Gesellschaft Angewandte Mathematik u. Mechanik (1960–1976)

## Díjai, kitüntetései
- König Gyula jutalom (1936)
- Kossuth-díj ezüst fokozat (1950)
- Beke Manó emlékdíj (1958)
- Felszabadulási jubileumi emlékére (1970)
- Szele Tibor-emlékérem (1970)
- Állami Díj első fokozat (1975) – A matematika alapjainak kutatásában és a számítógépek elméletében elért eredményeiért.
- József Attila emlékérem (1975)
- Neumann János emlékérem (1976)
- Magyar Örökség díj (2002) /posztumusz/

## Emlékezete

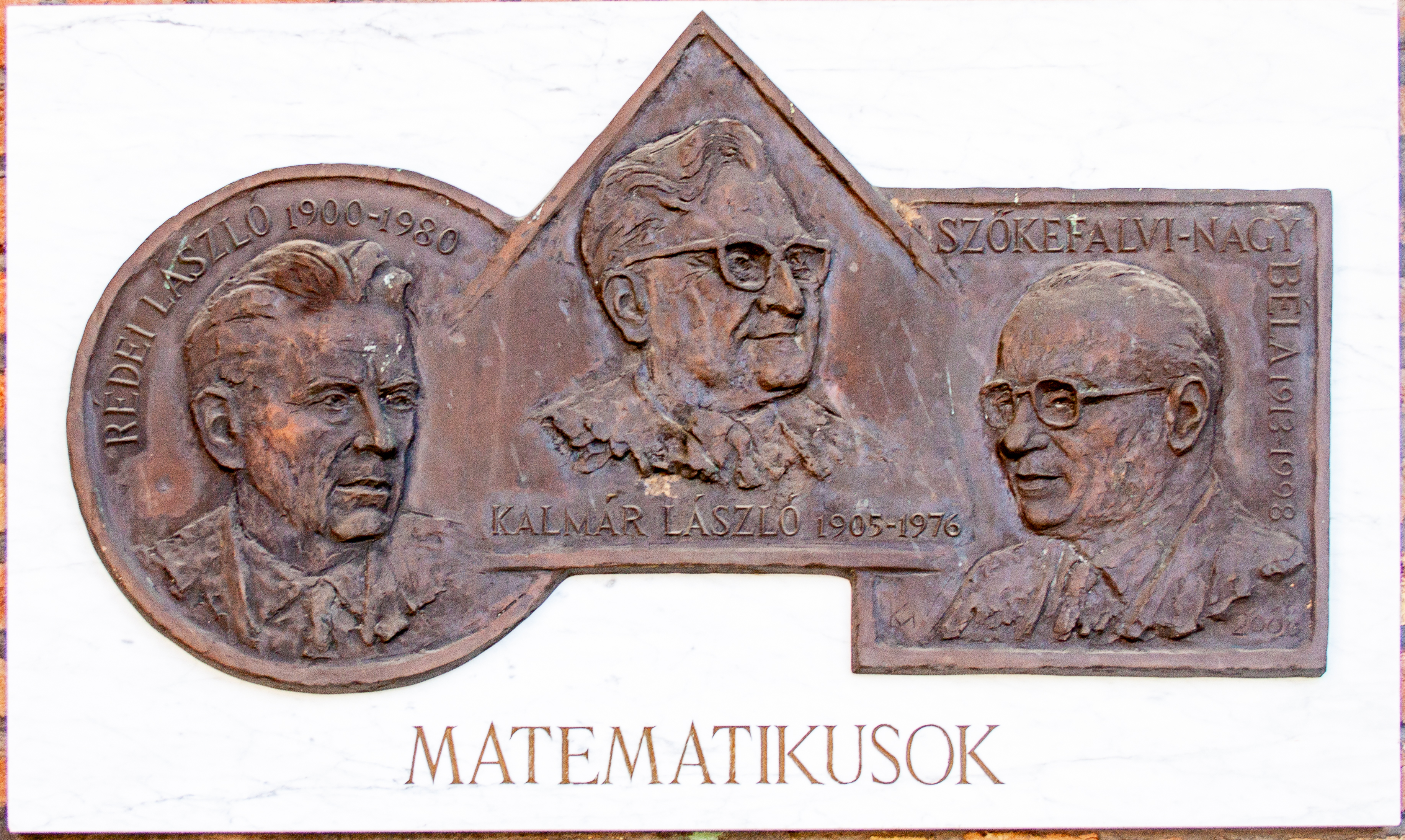
Rédei László, Kalmár László és Szőkefalvi-Nagy Béla emléktáblája a szegedi Pantheon falán (Kalmár Márton alkotása)

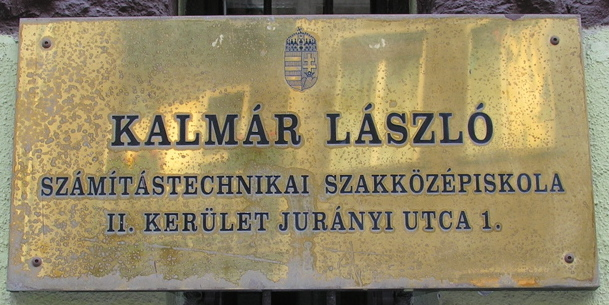
A 2007-ben megszűnt szakközépiskola táblája
Budapest, II. kerület, Jurányi utca 1.

A szegedi egyetemen a Kibernetikai Laboratórium, mára már az Informatikai Intézet nevet viseli, s mindenekelőtt Kalmár László nevét: Kalmár László Informatikai Intézet, valamennyi hallgató és egyetemi dolgozó mind a mai napig ott tanulja az informatika alapjait.
Emlékét őrzik még a róla elnevezett, a 3–8. osztályos általános iskolásoknak minden évben megszervezett matematikaverseny, valamint a Budapest II. kerületében található, 1990-től 2007 nyaráig nevét viselő számítástechnikai szakközépiskola. (1990-ig Hámán Kató Közgazdasági Szakközépiskola, 2007-től egybeolvasztva a Bláthy Ottó Titusz Informatikai Szakközépiskola és Gimnáziummal.)